# Ria Percival
Ria Dawn Percival (Basildon, 7 de dezembro de 1989) é uma futebolista profissional neozelandesa que atua como defensora.

## Carreira
Ria Percival  fez parte do elenco da Seleção Neozelandesa de Futebol Feminino, nas Olimpíadas de 2008, 2012 e 2016. 